# Shiny Smily Story
「Shiny Smily Story」（シャイニー スマイリー ストーリー）は、日本の女性バーチャルYouTuber（以下、「VTuber」）グループ「ホロライブ」によるユニット・hololive IDOL PROJECTの楽曲。同グループが所属するVTuber事務所・ホロライブプロダクションを運営するCover Corp.から2019年9月16日に配信された。ホロライブ初の公式曲で、同グループのテーマソングと言えるような楽曲である。
歌唱は、楽曲発表当時のホロライブの所属VTuber・ときのそら、ロボ子さん、さくらみこ、夜空メル、アキ・ローゼンタール、赤井はあと、白上フブキ、夏色まつり、湊あくあ、紫咲シオン、百鬼あやめ、癒月ちょこ、大空スバル、大神ミオ、猫又おかゆ、戌神ころねが担当した。

## 名称
略称は「SSS」（エスエスエス）で、命名者はホロライブプロダクションの事務所スタッフ・友人Aである。2019年12月29日には、当時ホロライブプロダクションに所属していたVTuber・桐生ココが、「名称にある『smily』は綴り字が誤っており、正しくは『e』を付加した『smiley』である」という旨の指摘を自身のYouTubeチャンネルにて行ったが、これに対して友人Aは「『e』は意図的に除去しており、桐生の指摘はネタである」という旨の弁明を同日中に自身のTwitterアカウントにて行い、桐生の指摘を否定している。

## ミュージック・ビデオ
ショートPVは、2019年8月9日から8月12日にかけて開催されたコミックマーケット96のブース「ホロライブ」にて公開されたのち、8月15日にホロライブの公式YouTubeチャンネルでも公開された。同PVには、前述した楽曲発表当時のホロライブの所属VTuber全員が砂浜にて水着を着て踊るシーンが収録されている。踊りの振付は、振付家のTETSUHARUが担当した。

## 収録曲
| 全作詞: 金丸佳史（onetrap）、全作曲・編曲: 中野領太（onetrap）。 |                                     |                       |                     |      |
| #                                                                | タイトル                            | 作詞                  | 作曲・編曲          | 時間 |
| 1.                                                               | 「Shiny Smily Story」               | 金丸佳史（ onetrap ） | 中野領太（onetrap） | 4:15 |
| 2.                                                               | 「Shiny Smily Story」(Instrumental) | 金丸佳史（ onetrap ） | 中野領太（onetrap） | 4:15 |
| 合計時間:                                                        | 合計時間:                           | 8:30                  |                     |      |

## 収録アルバム
- 『Bouquet』 - #12、音楽配信版に収録[7]
- 『Bouquet（Midnight ver.）』 - #12、Lo-Fi・チルアウト風にリミックスした「Midnight ver.」を収録[8]
- 『hololive music studio - Daybreak』 - #10、環境音楽・オルゴール風にリミックスした「Daybreak ver.」を収録[9]
- 『hololive ERROR -soundtrack-』 - #8、メディアミックス作品・hololive ERRORの世界観に合わせてリミックスした「-ERROR arrange-」を収録[10]
- 『ホロライブ・サマー2022』 - #4・#5、#4はホロライブの所属VTuber・星街すいせい、AZKi、兎田ぺこら、不知火フレア、白銀ノエル、宝鐘マリン、天音かなた、角巻わため、常闇トワ、姫森ルーナ、雪花ラミィ、桃鈴ねね、獅白ぼたん、尾丸ポルカ、ラプラス・ダークネス、鷹嶺ルイ、博衣こより、沙花叉クロヱ、風真いろはが歌唱に加わった「2022 ver.」、#5はホロライブの各期生が歌唱を担当する「2022 各期生 ver.」、#4は全版、#5はCD版に収録[11]
- 『ヤマトファンタジア』 - #7、和風にリミックスし、白上フブキ、さくらみこ、百鬼あやめ、大神ミオが歌唱を担当した「ヤマトファンタジアver.」を収録[12]

## カバー
- Lyrical Lily［桜田美夢（反田葉月）、春日春奈（進藤あまね）、白鳥胡桃（深川瑠華）、竹下みいこ（渡瀬結月）］ - ゲーム『D4DJ Groovy Mix』および同作のアルバム『D4DJ Groovy Mix カバートラックス vol.2』に収録[13][14]
- 鳳ここな（石見舞菜香）、静香（長谷川育美）、カトリナ・グリーベル（天城サリー）、萬容（山村響）、舎人仁花子（斉藤朱夏） - ゲーム『ワールドダイスター 夢のステラリウム』に収録[15]